# 제주미니미니랜드
제주미니미니랜드는 세계미니어처박물관이자 세계7대 미니어처 테마파크로 에펠탑, 자유의여신상, 콜로세움 등 세계문화유산과 각 나라의 유수한 건축물이 전시되어 있는 제주도의 관광지이다. 제주특별자치도 제주시 조천읍 교래리에 위치해 있다.

## 야외전시관

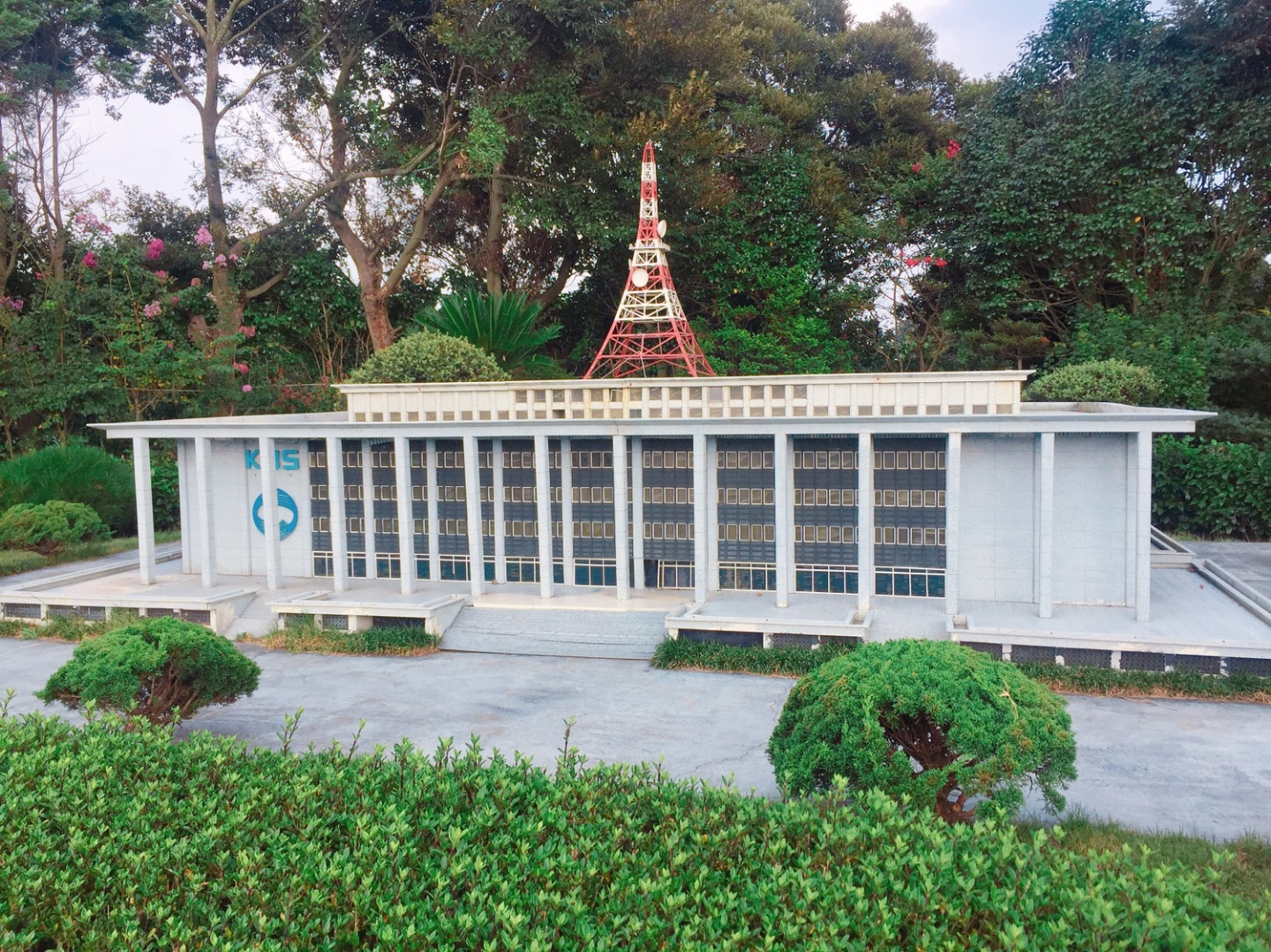
제주 미니랜드 대한민국 KBS

- 아씨야
- 유럽
- 아프리카
- 아메리카
- 오세아니아
- 환상과동화의나라
- 세계위인의나라
- 공룡의나라

## 실내전시관
- 제1전시관 매직거울 올레체험관
- 제2전시관 서프라이즈관
- 체험관